# Сисольський район
Сисо́льський район (рос. Сысольский район, комі Сыктыв район) — адміністративна одиниця Республіки Комі Російської Федерації.
Адміністративний центр — село Візінга.

## Населення
Населення району становить 12541 особа (2019; 13956 у 2010, 16894 у 2002, 19560 у 1989).
Національний склад (станом на 2010 рік):
- комі — 8921 особа (63,92 %)
- росіяни — 4086 осіб (29,28 %)
- українці — 264 особи (1,89 %)
- білоруси — 93 особи (0,67 %)
- татари — 90 осіб (0,65 %)
- німці — 77 осіб (0,55 %)
- чуваші — 39 осіб (0,28 %)
- азербайджанці — 32 особи (0,23 %)
- інші — 354 особи

## Адміністративно-територіальний поділ
На території району 11 сільських поселення:
| Поселення                       | Площа, км² | Населення, осіб (1989) | Населення, осіб (2002) | Населення, осіб (2010) | Населення, осіб (2019) | Центр     | Населені пункти |
| ------------------------------- | ---------- | ---------------------- | ---------------------- | ---------------------- | ---------------------- | --------- | --------------- |
| Візінгське сільське поселення   | 1215,14    | 7989                   | 7870                   | 7347                   | 6954                   | Візінга   | 9               |
| Візіндорське сільське поселення | 230,25     | 1067                   | 939                    | 730                    | 598                    | Візіндор  | 2               |
| Вотчинське сільське поселення   | 406,33     | 378                    | 274                    | 202                    | 150                    | Вотча     | 5               |
| Гагшорське сільське поселення   | 475,89     | 860                    | 678                    | 483                    | 367                    | Гагшор    | 2               |
| Заозерське сільське поселення   | 856,65     | 1543                   | 1019                   | 598                    | 419                    | Заозер'є  | 3               |
| Кунібське сільське поселення    | 918,09     | 2514                   | 1973                   | 1580                   | 1480                   | Куніб     | 6               |
| Куратовське сільське поселення  | 785,97     | 1789                   | 1323                   | 913                    | 727                    | Куратово  | 26              |
| Межадорське сільське поселення  | 114,83     | 930                    | 788                    | 667                    | 667                    | Межадор   | 6               |
| Палаузьке сільське поселення    | 74,75      | 332                    | 281                    | 213                    | 162                    | Палауз    | 5               |
| Пийолдінське сільське поселення | 133,99     | 999                    | 819                    | 619                    | 512                    | Пийолдіно | 9               |
| Чухлемське сільське поселення   | 975,66     | 1159                   | 930                    | 604                    | 505                    | Чухлем    | 6               |

## Найбільші населені пункти
| №  | Населений пункт | Населення, осіб (1989) | Населення, осіб (2002) | Населення, осіб (2010) |
| -- | --------------- | ---------------------- | ---------------------- | ---------------------- |
| 1  | Візінга         | 7 010                  | 7 140                  | 6 810                  |
| 2  | Первомайський   | 1 329                  | 1 129                  | 932                    |
| 3  | Куніб           | 659                    | 619                    | 551                    |
| 4  | Заозер'є        | 1 175                  | 744                    | 466                    |
| 5  | Візіндор        | 608                    | 567                    | 452                    |
| 6  | Шорсай          | 412                    | 380                    | 380                    |
| 7  | Бортом          | 603                    | 436                    | 327                    |
| 8  | Куратово        | 403                    | 428                    | 313                    |
| 9  | Горьковська     | 502                    | 404                    | 307                    |
| 10 | Шугрем          | 459                    | 372                    | 278                    |